# Minettia plumicheta
Minettia plumicheta är en tvåvingeart som först beskrevs av Camillo Rondani 1868.  Minettia plumicheta ingår i släktet Minettia och familjen lövflugor. Inga underarter finns listade i Catalogue of Life.